# Prosa de tinent

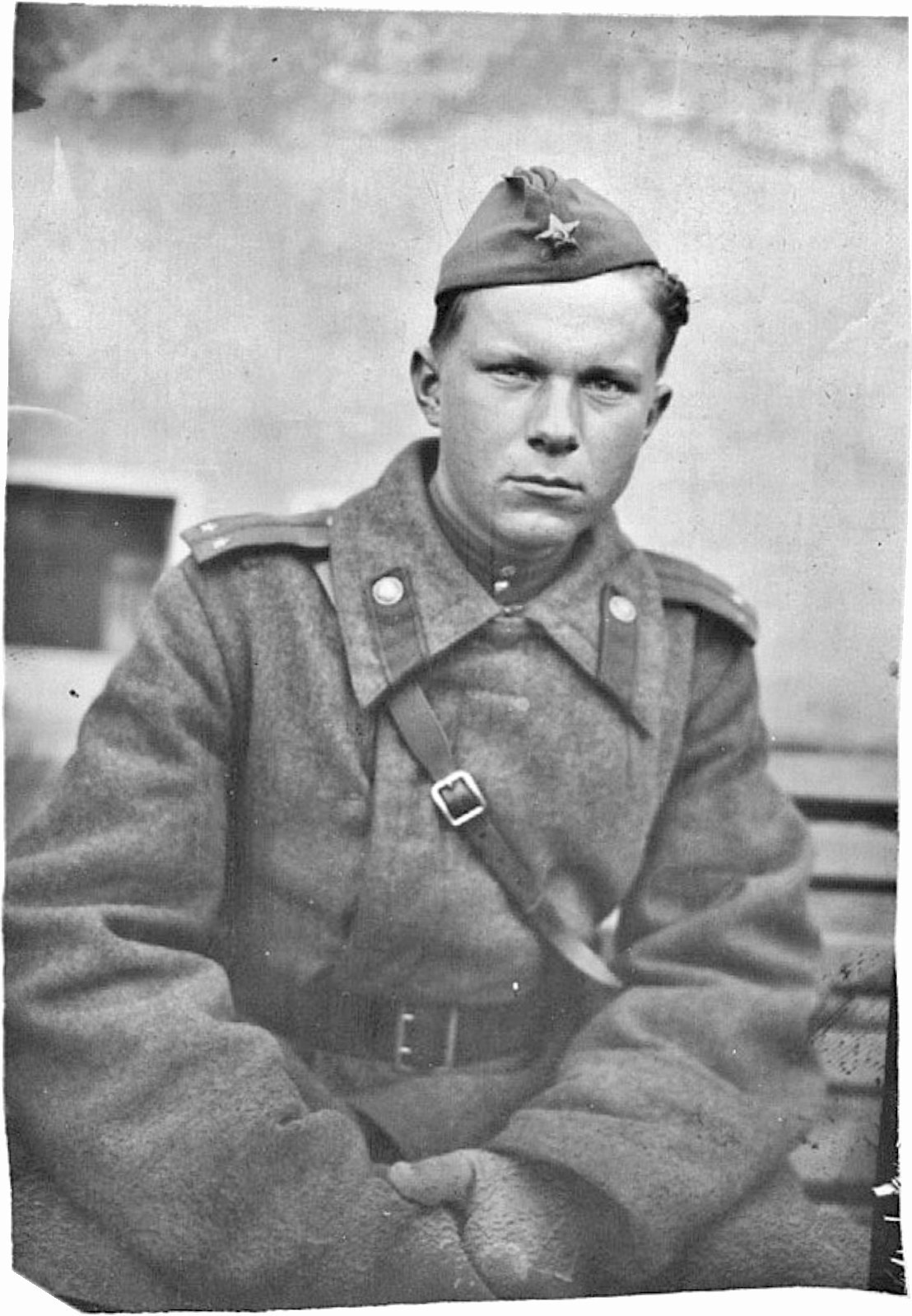
El tinent Vassili Bikov al front, Romania, 1944

Prosa de tinent (rus: лейтенантская проза leitenàntskaia proza) és un terme introduït per descriure una sèrie d'obres creades per escriptors russos del període soviètic que van passar personalment per la Gran Guerra Patriòtica amb el rang d'oficials subalterns (amb alguns matisos a causa de les peculiaritats del destí de primera línia d'un escriptor en particular.)
La guerra es mostra sense el pathos semioficial i sense suavitzar-ne les arestes. La "prosa de tinent" no posa l'accent en la magnitud de les accions militars, les batalles panoràmiques amb moltes cares sense nom i les figures dels caps militars, sinó que situa els oficials subalterns individuals en primer pla, que sovint mostren el seu gran coratge en situacions extremes.
Entre els principals representants de la "prosa de tinent" s'inclouen Grigori Baklànov, Iuri Bóndarev, Vassili Bikov, Konstantín Vorobiov, Viatxeslav Kondràtiev, Víktor Kúrotxkin, Borís Vassíliev.

## Història
Als anys 1940-1950, a la literatura soviètica es va desenvolupar una tradició de glorificació de la Gran Guerra Patriòtica. Al mateix temps, quasi no quedava espai per mostrar els aspectes tràgics de la guerra.
El 1946, la revista Znàmia va publicar el povest de l'escriptor de primera línia Víktor Nekràssov V okópakh Stalingrada, rus: В окопах Сталинграда ["A les trinxeres de Stalingrad"], que representava la guerra des d'un angle completament diferent. Al lector se li presenta la vida quotidiana militar, la vida dels soldats ordinaris, el seu heroisme tranquil, els seus judicis sobre la guerra, sobre la retirada i la victòria. La narració és en primera persona. Es tracta d’una mena de diari d’un participant de la guerra. La història va rebre una animada resposta dels lectors. Després de ser llegit per Ióssif Stalin, Víktor Nekràssov va rebre el 1947 el Premi Stalin de 2n grau. Però aviat, a causa de l'enduriment de la política estatal, el povest va ser prohibit.
L'incipient "desglaç" va permetre publicar la veritat de la "trinxera". A continuació, es van publicar treballs d'escriptors-soldats de primera línia: Iuri Bóndarev: Batalloni próssiat ognià, rus: Батальоны просят огня ["Els batallons demanen foc"] (1957), Poslédnie zalpi, rus: Последние залпы ["Les darreres salves"] (1959); Grigori Baklànov Iujneie glàvnogo udara, rus: Южнее главного удара ["Al sud de l'atac principal"] (1957), Piad zemli, rus: Пядь земли ["Un tros de terra"] (1959), Mértvie sramu ne imut, rus: Мертвые сраму не имут ["No s’ha d’avergonyir els morts"] (1961), Vassil Bikov: Juravlini krik, rus: Журавлиный крик ["El plor de la grua"] (1961), Trétia raketa, rus: Третья ракета ["El tercer coet"] (1962), Konstantín Vorobiov: Krik, rus: Крик ["El crit"] (1962), Ubiti pod Moskvoi, rus: Убиты под Москвой ["Mort a prop de Moscou"] (1963), Víktor Kúrotxkin: Na voiné kak na voiné, rus: На войне как на войне ["La guerra és com la guerra]" (1965).
Això predeterminava l'aparició d'una tendència en la literatura russa anomenada "literatura dels tinents" o "prosa dels tinents".

## Gènere i característiques estilístiques
Els autors de la "prosa de tinent" utilitzaven sovint el gènere del povest.
La forma de les obres és senzilla i estricta. Aquesta, en paraules de Vassil Bikov, defugia el "pseudoromanticisme, el pseudolirisme, les delícies estilístiques, la il·lustració". Exigia a l'escriptor "el màxim aprofundiment en la socialitat, el realisme imparcial". Era especialment sensible a la falsedat i exigia una alta habilitat literària.
A la "prosa de tinent" la guerra es mostra des de la distància més propera. La descripció de detalls i matisos té un paper enorme en la narració.
La proesa es representa sovint «més quotidiana, més individual, més imperceptible, com si fos "menys" i "més tranquil·la" que la seva mostra de referència.» Segons Ígor Dedkov:
| « | és a través d’una gesta d'aquesta mena que l'escriptor mostra els esforços heroics quotidians de la gent, la moral més profunda de la seva existència en les tràgiques circumstàncies d’un temps concret i d’un espai concret. La seva posició, conquerint la humanitat. | » |

L'eliminació o reducció del pathos quan es representa la guerra en la "prosa de tinent" no condueix a una disminució del drama, que pot augmentar fins a convertir-se en una força tràgica.
La línia de conflicte es desplaça de la primera línia a la línia de col·lisió i enfrontament entre els seus.
La "prosa de tinent" va continuar la tradició de representar la guerra, establerta principalment per Lev Tolstoi. Els seus principis estètics i èticsvan influir en el procés literari de la segona meitat del segle XXi principis del segle XXI.En particular, la "prosa del tinent" conformava la idea que l'escriptor no té cap dret moral a escriure sobre una guerra on ell, personalment, no hi va ser. Un fet indicatiu d'aquest conflicte el trobem al voltant de la novel·la sobre la guerra txetxena "Assan" (2008-2009) de l'escriptor no combatent Vladímir Makanin. La novel·la va ser criticada pels escriptors que havien lluitat a Txetxènia: Arkadi Bàbtxenko,Aleksandr Karassiov i Zakhar Prilepin.

## Crítica
La credibilitat de l'anomenada "prosa de tinent" fou interpretada per la crítica de manera negativa. A causa del seu límit de fiabilitat, les obres dels escriptors de primera línia sovint es van incloure en la categoria de literatura de memòries, anomenada "biografies de primera línia dels mateixos autors". S'argumenta que la visió dels autors està limitada només "al camp de visió d'un soldat o oficial individual, fixat a terra pel foc d'una metralladora enemiga o que carrega un company ferit des de la zona neutral". En l'ús crític literari, els termes "veritat de trinxera", "veritat de soldat", "veritat a gran escala", etc., s'han generalitzat.Els autors de la "prosa del tinent" també van ser criticats per la "desheroització de la gesta".
Iuri Bóndarev, responent a les crítiques, va dir que "encara no entenc els judicis condescendents i senyorials d'alguns crítics sobre la" mirada des de la trinxera d'un soldat", sobre l'estretor i la perspectiva limitada dels que lluiten fins a la mort en algun cap de pont, com si els nostres soldats i oficials no concentressin la força política i moral del poble, com si el valent i lacònic "Relats de Sebastòpol" de Lev Tolstoi no absorbís tota la dura essència de la Guerra de Crimea, una gesta inigualable, i no obrís el camí a la insuperable obra mestra mundial "Guerra i pau".